# Cucina togolese

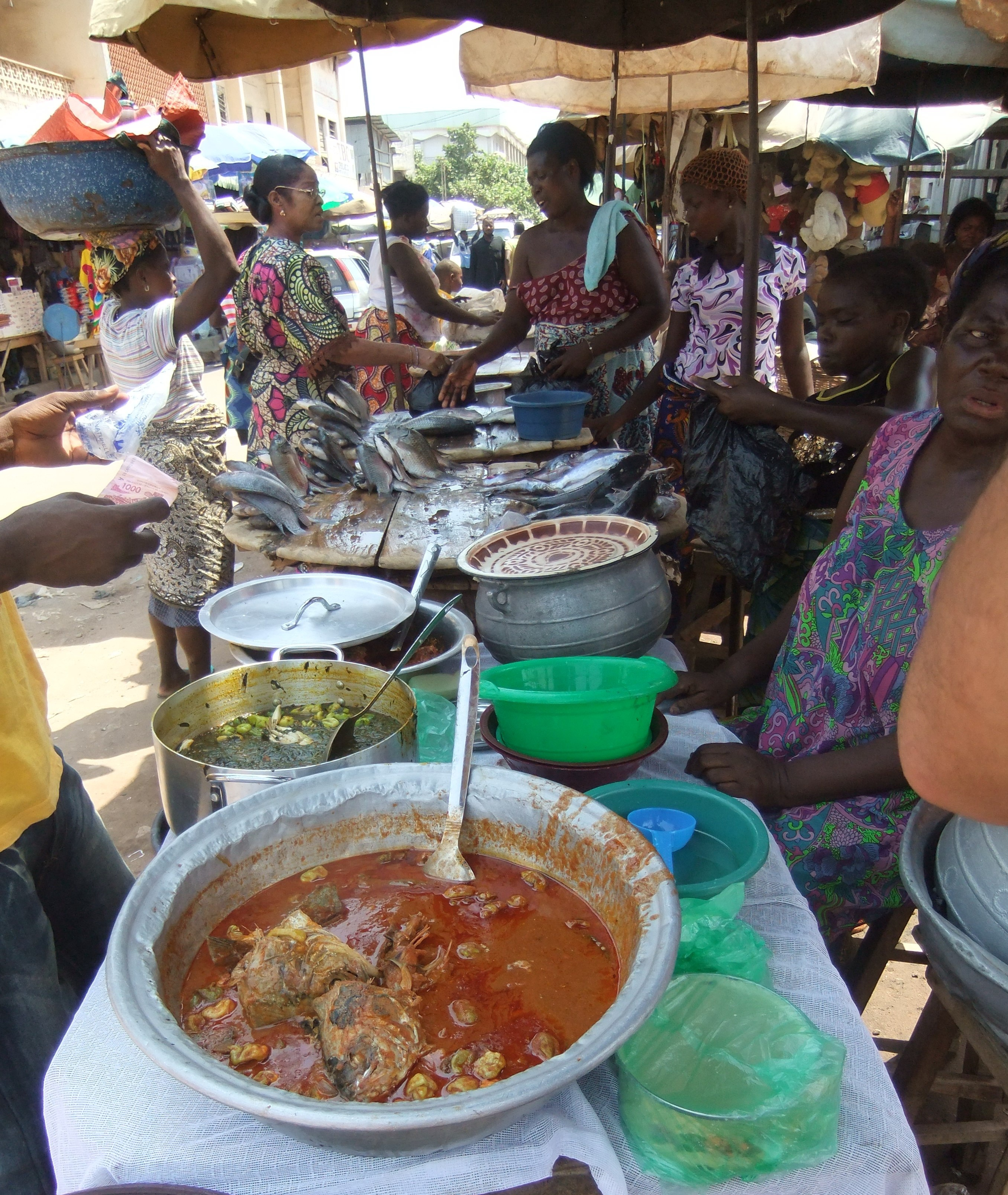
Cibo di strada a Lomé

La cucina del Togo include piatti tipici dell'Africa occidentale, tra cui mais (il cibo in assoluto più consumato nel Paese), riso, miglio, manioca, igname, plátano e fagioli. Importante è anche il pesce, principale apporto proteico nella cucina nazionale. I togolesi generalmente mangiano in casa, ma nel Paese è piuttosto diffuso anche il cibo di strada.

## Cibi e piatti tipici

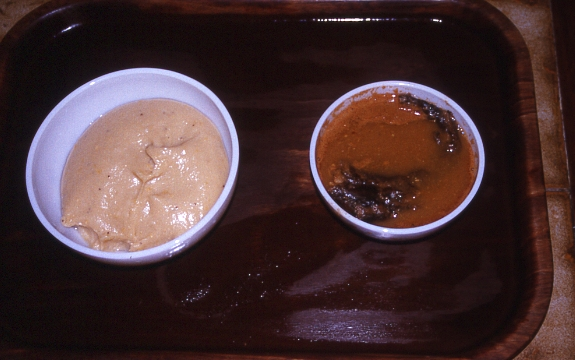
Fufu (a sinistra) e zuppa di palma da olio (a destra)

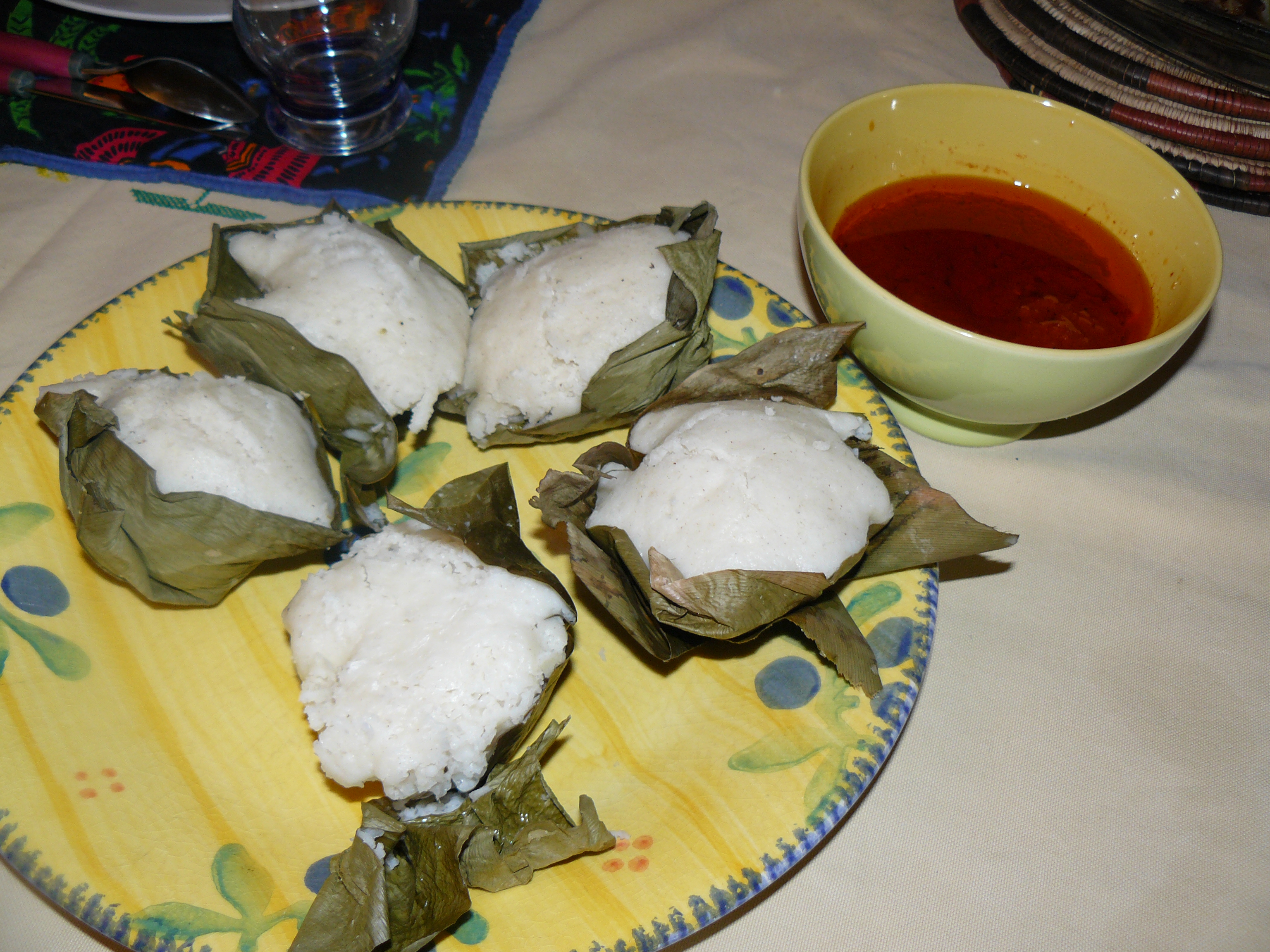
Ablo, una pietanza africana a base di mais

La cucina togolese è fortemente influenzata da quella del resto dell'Africa, da quella francese e da quella tedesca; essa annovera molte salse e svariati tipi di pâté (che può essere a base di pomodori, spinaci, melanzane o pesce). Questi alimenti fungono da accompagnamento per i piatti principali, in genere costituiti da carne o da verdure. Il cibo di strada consiste inoltre in arachidi Bambara, in spiedini, in omelette, in pannocchie e in gamberi cotti.
Altri cibi molto diffusi in Togo sono:
- Agouti[3]
- Akpan, un dessert a base di mais fermentato[5]
- Baguette[3]
- Peperoncino, usato generalmente come spezia[1]
- Fufu,[2] uno dei piatti più popolari nel Paese: consiste nella lavorazione dell'igname pelato e bollito, che quando raggiunge una consistenza pastosa può essere accompagnato da salse[3] e consumato
- Carne di capra[3]
- Pollo alla griglia con salsa chili[2]
- Kokonte, un pâté fatto con la manioca[3]
- Dessert a base di farina di mais[4]
- Arachidi
- Riso condito con salsa di arachidi[2]
- Akume, piatto a base di mais accompagnato da una salsa a base di gombo

## Bevande
In Togo sono molto consumate bevande alcoliche come birra tedesca e Sorabi, un liquore ottenuto dalla distillazione del vino di palma.